# وینکوت (پنسیلوانیا)
وینکوت (به انگلیسی: Wyncote) یک حوزه سرشماری در ایالات متحده آمریکا است که در شهر چلتنهام واقع شده‌است. وینکوت ۳٬۰۴۴ نفر جمعیت دارد.